# A (canção de Rainbow)
"A" é uma canção do girl group sul-coreano Rainbow. A canção foi lançada em 12 de agosto de 2010, e mais tarde incluída em seu segundo mini-álbum So Girls.

## Versão em coreano

### Antecedentes
Uma foto teaser com o conceito da canção foi lançada em 4 de agosto. Um teaser do videoclipe foi lançado em 10 de agosto e o vídeo musical completo em 12 de agosto, junto com o lançamento do single.

### Composição
A canção foi produzida por Han Jae Ho e Kim Seung Soo (também chamado SweeTune), que também produziu as canções "Rock U", "Pretty Girl", "Honey", "Wanna", "Mister" e "Lupin" para as suas companheiras de gravadora, KARA.

### Promoções
As promoções da canção iniciaram em 13 de agosto, no Music Bank da KBS. O grupo também apresentou-se no Show! Music Core da MBC, Inkigayo da SBS e M! Countdown da Mnet.
No Japão, Rainbow apresentou a canção nos shows Happy Music, Hey!Hey!Hey! Music Champ e Music Japan. O grupo realizou seu primeiro evento no distrito Ikebukuro, em Tóquio, que atraiu uma multidão entusiasmada de 2.000 fãs. Elas apresentaram "A" e fizeram uma sessão de 15 de minutos de conversa.

## Lista de faixas
| Single digital em coreano: |                    |                |                           |         |  |
| N.º                        | Título             | Letras         | Música                    | Duração |  |
| 1.                         | "A"                | Song Soo Yoon  | Han Jae Ho, Kim Seung Soo | 3:23    |  |
| 2.                         | "A" (Instrumental) |                | Han Jae Ho, Kim Seung Soo | 3:23    |  |
| Duração total:             | Duração total:     | Duração total: | Duração total:            | 6:26    |  |

### Desempenho nas paradas
Na semana de estreia, a canção estreou na 50ª posição e subiu para o 11º lugar na semana seguinte. A melhor posição da canção na parada foi o 9º lugar, obtido na semana de 4 de setembro. A canção classificou-se na 76ª posição na parada anual da Gaon com 337.665.388 pontos.

### Paradas musicais
| Parada (2010)        | Melhor posição |
| -------------------- | -------------- |
| Gaon Weekly singles  | 9              |
| Gaon Monthly singles | 13             |
| Gaon Yearly singles  | 76             |

## Versão em japonês
A canção foi regravada em japonês como single de estreia do grupo no Japão. Foi lançada digitalmente em 7 de setembro de 2011 e fisicamente em 14 de setembro em 4 versões diferentes: 3 edições limitadas (CD+DVD, CD + livro de fotos de 32 páginas e CD somente + Faixa bônus) e uma edição regular.

### Composição
A versão japonesa mantém alguns versos escritos por Song Soo Yoon e foi traduzida por Yu Shimoji e nice73. O B-side é uma versão em japonês da canção "Gossip Girl", anteriormente gravada em coreano. Esta canção é a faixa principal de seu EP de estreia com o mesmo nome.

## Lista de faixas
| Single em japonês: |                                              |                    |                           |         |  |
| N.º                | Título                                       | Letras             | Música                    | Duração |  |
| 1.                 | "A" (エー; Ē)                                | Yu Shimoji, nice73 | Han Jae Ho, Kim Seung Soo | 3:22    |  |
| 2.                 | "Gossip Girl" (ゴシップガール; Goshippugāru) | Litz, nice73       | Hur Youn Won              | 3:11    |  |
| 3.                 | "A" (Instrumental)                           |                    | Han Jae Ho, Kim Seung Soo | 3:23    |  |
| Duração total:     | Duração total:                               | Duração total:     | Duração total:            | 9:55    |  |

| Tipo C - Faixa bônus |                         |                                   |                           |         |  |
| N.º                  | Título                  | Letras                            | Música                    | Duração |  |
| 4.                   | "A" (Versão em coreano) | Song Soo Yoon, Yu Shimoji, nice73 | Han Jae Ho, Kim Seung Soo | 3:23    |  |
| Duração total:       | Duração total:          | Duração total:                    | Duração total:            | 13:18   |  |

| DVD (Edição Limitada - Tipo A) |                                    |         |  |
| N.º                            | Título                             | Duração |  |
| 1.                             | "A" (Videoclipe)                   |         |  |
| 2.                             | "Aula de dança do ventre"          |         |  |
| 3.                             | "A" (Videoclipe - Versão de dança) |         |  |
| 4.                             | "A" (Videoclipe - Making-of)       |         |  |

### Desempenho nas paradas
O single físico estreou na 3ª posição da parada diária da Oricon e igualmente em 3º lugar da parada semanal da Oricon com 24.082 cópias vendidas na primeira semana. Após saber sobre a sua posição de estreia no Japão, as garotas afirmaram "Quando ouvimos pela primeira vez que ficamos classificadas em terceiro lugar, fomos todas surpreendidas porque não tínhamos ideia de que eles tomariam tal interesse em nós. Houve até mesmo algumas integrantes que choraram. Há também muita pressão de que temos que trabalhar mais e fazer melhor. Nós ainda estamos muito gratas e agradecidas por nossa posição nas paradas. Desde já estamos recebendo tanto amor, nós realmente não estamos prevendo um aumento nas paradas semanais. Durante o restante de nossa estadia aqui, vamos apenas fazer o nosso melhor."

### Paradas musicais

#### Oricon
| Parada da Oricon      | Melhor posição | Vendas de estreia | Vendas totais | Período na parada |
| --------------------- | -------------- | ----------------- | ------------- | ----------------- |
| Daily Singles Chart   | 3              | 24.082            | 44.858        | 14 semanas        |
| Weekly Singles Chart  | 3              | 24.082            | 44.858        | 14 semanas        |
| Monthly Singles Chart | 18             | 24.082            | 44.858        | 14 semanas        |
| Yearly Singles Chart  | 172            | 24.082            | 44.858        | 14 semanas        |

#### Outras paradas
| Parada                                  | Melhor posição |
| --------------------------------------- | -------------- |
| Billboard Japan Hot 100                 | 4              |
| RIAJ Digital Track Chart weekly top 100 | 15             |

## Controvérsia
A "ab dance" apresentada na coreografia do Rainbow foi proibida de ser transmitida no dia 8 de setembro de 2010 devido ao fato de ser "sugestiva sexualmente". O movimento da dança envolve o grupo levantando a camisa para cima, mas somente até o ponto em que seu abdômen ou estômago pode ser visto antes de levantá-la novamente, o que foi considerado similar a um 'striptease'. O videoclipe também recebeu restrição de idade no YouTube, mas a DSP retirou a restrição. As garotas começaram a promover a canção sem a "ab dance" em 11 de setembro.
No entanto, quando o grupo promoveu a canção no Japão, elas foram autorizadas novamente para executar a dança, e se referiram a ela como a "dança do ventre".

## Histórico de lançamento
| País          | Data                   | Formato                              | Gravadora       |
| ------------- | ---------------------- | ------------------------------------ | --------------- |
| Coreia do Sul | 12 de agosto de 2010   | Download digital, single promocional | DSP Media       |
| Japão         | 7 de setembro de 2011  | Download digital                     | Universal Sigma |
| Japão         | 14 de setembro de 2011 | CD single                            | Universal Sigma |